# Car zvonov
Car zvonov (rusko Царь–колокол, Car-kolokol)  je ogromen zvon, razstavljen  v Moskovskem kremlju. Njegovo izdelavo je naročila carica Ana Ivanovna, nečakinja Petra Velikega. 
Zvon tehta 216 ton in je največji na svetu. Visok je 6,14 m in ima premer 6,6 m. V bronu sta ga ulila mojstra Ivan Motorin in njegov sin Mihael v letih 1733 do 1735. Ornamente in napise so izdelali V. Kobelje, P. Galkin, P. Koktev, P. Serebrijakov in P. Lukovnikov. Zvon ni nikoli zazvonil, ker se je v požaru leta 1737, ko je bil še v kalupu, od njega odlomil velik del, težak 11,5 t. Po požaru je ostal v kalupu še skoraj celo stoletje. Leta 1836 je bil postavljen na kamnito podnožje poleg zvonika Ivana Velikega v Kremlju. 
Obstajala sta še dva zvonova z enakim imenom, ulita na začetku 17. stoletja in leta 1654. Slednji je tehtal okrog 130 ton.  Uničen je bil v požaru leta 1701. Njegovi ostanki so postali surovina za sedanjega Carja zvonov. Car zvonov je nekaj časa služil kot kapela, pri čemer je razpoka služila za vrata. 

## Sklic
1. ↑  Slobodskoy, nadškof Serafim (1996). Bells and Russian Orthodox Peals. The Law of God, Jordanville, N.Y.: Holy Trinity Monastery, ISBN 0-88465-044-8.